# Solaris (película de 1968)
Solaris (en ruso: Солярис, romanizado: Solyaris) es un telefilme de 1968 basado en la novela de 1961 Solaris de Stanisław Lem siendo la primera adaptación audiovisual de la misma. El guion fue escrito por Nikolay Kemarskiy y codirigido por Lidiya Ishimbaeva y Boris Nirenburg. Fue rodado en los estudios Orlenok de la Televisión Central Soviética.

## Argumento
Tras perder el contacto con los miembros de la estación espacial Solaris el equipo de controladores de la misión requieren al psiquiatra y cosmonauta Kris Kelvin para que acuda a la misma y realice una investigación sobre lo que ha sucedido. Solaris es una estación que orbita desde hace años sobre un lejano planeta homónimo. Dicho planeta, cubierto por un océano líquido, muestra signos de tener vida y conciencia propia. Sin embargo, pese a sus esfuerzos, el equipo científico, compuesto por los doctores Gibarian, Sartorius y Snaut, no han logrado comprender ni desvelar sus secretos ocultos. 
Ya en la estación Kelvin descubre que Gibarian, con quien mantenía una antigua amistad, se ha suicidado. Los doctores Sartorius y Snaut, visiblemente afectados y cercanos a la pérdida de la cordura, están siendo "visitados" por unas criaturas fantasmales que, utilizando la imagen de personas que han formado parte de sus vidas, proceden del mismo océano en una suerte de primer contacto entre el planeta y los habitantes de la estación. 
Kelvin pronto comprueba que el doppelgänger de su última esposa Harey, quien se había suicidado diez años atrás, aparece en la estación. Al principio se resistirá a su visita e intentará destruirla. Pero no logra destruir a ese ser y, posteriormente, se enamora de esta nueva versión de su mujer que está basada en los recuerdos que Kelvin tiene de ella. Pero los recuerdos traumáticos que Kelvin tiene de Harey tienen como efecto que ella vuelva a repetir las tendencias suicidas que ya manifestara en la vida real en la Tierra. 
Intentando buscar una solución, ya que quiere que Harey permanezca junto a él, Kelvin realizará un experimento en el que transmitirá sus ondas cerebrales directamente al océano del planeta en un esfuerzo por modular y controlar dichas visiones traumáticas. Por otra parte Snaut y Sartorius deciden instalar un escudo anti-neutrino con el objetivo de que las visiones fantasmales no sean capaces de penetrar en la estación.
Harey decide, tras corroborar que ella no es un auténtico ser humano, suicidarse voluntariamente al llegar a la conclusión de que su presencia no sirve más que para atormentar a Kelvin. El apesadumbrado psiquiatra, tras la desaparición de Harey, decide finalmente permanecer a bordo de la estación junto al resto de la tripulación para proseguir los estudios del planeta con la esperanza de lograr desentrañar sus misterios.

## Reparto
- Vasily Lanovoy - Dr. Kris Kelvin
- Vladimir Etush - Dr. Snaut
- Viktor Zozulin - Dr. Sartorius
- Antonina Pilyus - Harey
- Vyacheslav Dugin
- Anatoly Katsynsky

## Producción
Con una duración de 143 minutos, presentada en dos partes, esta adaptación de la novela de Lem se considera más fiel a la obra escrita por Lem que posteriores versiones y su final se aproxima al mostrado en la novela. Ello no impidió que algunas escenas fueran objeto de censura ya que la realización de proyectos televisivos en la Unión Soviética estaba sujeta a su aprobación. Por ello, y para facilitar la comprensión por parte de la audiencia de algunos de los aspectos menos detallados de la novela, se empleó el monólogo interior en el personaje de Kris Kelvin.
Su reducido presupuesto, que no permitió la utilización de efectos ópticos o visuales y obligó a emplear el formato en blanco y negro, motivó que para la realización de algunas escenas se reutilizaran secuencias de lanzamiento de propulsores contemporáneos del programa espacial soviético lo que, obviamente, iba en contra de la ubicación temporal en la que transcurre la historia.

## Recepción
El telefilme, a fecha marzo de 2025, obtiene valoraciones mayoritariamente positivas en los portales de información cinematográfica. Son inferiores a las obtenidas en la versión de 1972 realizada por Andréi Tarkovski pero, curiosamente, más favorables que la versión de 2002 dirigida por Steven Soderberg. En IMDb con 473 valoraciones tiene una puntuación de 6,6 sobre 10.En FilmAffinity con 50 votos registra una puntuación de 6,2 sobre 10.